# American Desi
American Desi – amerykański film z 2001 roku, zagrany przez aktorów pochodzenia indyjskiego. Akcja filmu dzieje się w Ameryce w środowisku Hindusów żyjących poza krajem. Film wyreżyserował debiutant Piyush Dinker Pandya (w oparciu o własny scenariusz). Muzyka jest mieszanką zachodniej i indyjskiej muzyki. W filmie można usłyszeć śpiewaną a capella klasyczną już piosenkę 'Aap Jaisa Koi' z filmu Qurbani i zobaczyć sceny z filmu Sangam.

## Obsada
- Deep Katdare – Kris Reddy
- Purva Bedi – Nina Shah
- Ronobir Lahiri – Jagjit Singh
- Rizwan Manji – Salim Ali Khan
- Kal Penn – Ajay Pandya
- Anil Kumar – Rakesh Patel
- Sunita Param – Farah Saeed
- Aladdin Ullah – Gautam Rao
- Eric Axen – Eric Berger
- Sanjit De Silva – Chandu
- Sunil Malhotra – Hemant
- Ami Shukla – Priya
- Krishen Mehta – p. Reddy (ojciec Krisa)
- Smita Patel – p. Reddy (matka Krisa)
- Bina Sharif – p. Saeed
- Tirlok Malik – p. Saeed
- Ravi Khanna – p. Singh

## PIosenki
- Nimbooda (Reggae Mix)
- Aap Jaisa Koi - Penn Masala
- Mundia
- Punjabi MC - Mirza - Surinder Shinda
- Mere Sapno
- Jikarda American Desi